# MTV Video Music Awards de 2021
O MTV Video Music Awards de 2021 foi realizado em 12 de setembro de 2021, no Barclays Center, na cidade de Nova Iorque, nos Estados Unidos. Esta foi a segunda vez que a arena sediou a premiação—a primeira foi a cerimônia de 2013.

## Informações da cerimônia
Em 1º de agosto, a MTV revelou sua estatueta redesenhada durante uma cerimônia especial no Centro Espacial John F. Kennedy, na NASA. O redesenho foi feito pelo artista nova-iorquino Kehinde Wiley, e encomendado em homenagem ao 40º aniversário da MTV. O novo modelo do troféu apresenta repadeiras verdes e flores, que representam "inclusividade e diversidade marcadas pela relevância histórica, ambiental e na natureza dos botânicos". A MTV afirmou que as "trepadeiras botânicas perfeitamente fluindo para cima e ao redor das pernas, corpo e braços da figura" servem como "um comentário sobre as histórias étnicas que cercam a América", e que "cada trepadeira ou folha entrelaçada" contém um "diferente relevância histórica, como as sementes dos escravos africanos, que estão tecidas na tapeçaria americana”.
A MTV anunciou sua colaboração com a organização sem fins lucrativos 9/11 Day, para uma semana de atividades, culminando no VMAs, para "promover a conscientização e ação positiva", em homenagem ao 20º aniversário dos ataques de 11 de setembro, ocorridos na véspera da cerimônia de premiação.

## Performances
| Pré-show                        | Pré-show | Pré-show                      |
| Artista                         | Canção | Apresentado por               |
| ------------------------------- | --- | ----------------------------- |
| Polo G                          | "Rapstar" | Tinashe                       |
| Kim Petras                      | "Future Starts Now" | Tinashe                       |
| Swedish House Mafia             | "It Gets Better" "Lifetime" | Tinashe                       |
| Premiação                       | |                               |
| Artista                         | Canção | Apresentado por               |
| The Kid Laroi Justin Bieber     | "Stay" "Ghost" (apenas Justin Bieber)                                                                                          | —                             |
| Olivia Rodrigo                  | "Good 4 U" | —                             |
| Kacey Musgraves                 | "Star-Crossed" | Hailey Bieber                 |
| Twenty One Pilots               | "Saturday" | —                             |
| Saint Jhn[a]                    | "Sucks To Be You" | Madison Beer                  |
| Ed Sheeran[b]                   | "Shivers"" | Rita Ora                      |
| Lil Nas X Jack Harlow           | "Industry Baby" Montero (Call Me by Your Name)" (apenas Lil Nas X)                                                             | Billy Porter                  |
| Camila Cabello                  | "Don't Go Yet" | Charli XCX                    |
| Shawn Mendes Tainy              | "Summer of Love" | Camila Cabello                |
| Latto[a]                        | "Big Energy" | Leslie Grace                  |
| Doja Cat                        | "Been Like This" "You Right"                                                                                                   | Simone Biles                  |
| Chlöe                           | "Have Mercy" | Halle Bailey                  |
| Saint Jhn[a]                    | "Trap" | —                             |
| Normani                         | "Wild Side" | Ciara                         |
| Latto[a]                        | "Muwop" | —                             |
| Ozuna                           | "La Funka" | Fat Joe                       |
| Saint Jhn[a]                    | "Roses" | —                             |
| Foo Fighters                    | Medley: "Learn to Fly" "Shame Shame" "Everlong"                                                                                | Billie Eilish                 |
| Alicia Keys[c] Swae Lee         | "LALA (Unlocked)" Empire State of Mind" (apenas Alicia Keys)                                                                   | SZA                           |
| Latto[a]                        | "Bitch from da Souf" | —                             |
| Busta Rhymes Spliff Star        | Medley: "Put Your Hands Where My Eyes Could See" "Ante Up" "Scenario" Touch It" Look at Me Now" Pass the Courvoisier, Part II" | Swizz Beatz                   |
| Machine Gun Kelly Travis Barker | "Papercuts" | Kourtney Kardashian Megan Fox |

Notas
- Em 18 de agosto, a cantora Lorde fora anunciada como artista a se apresentar, mas posteriormente, em 3 de setembro, desistiu do evento.[9]
- A cantora Anitta cantou a canção "Girl from Rio" em um comercial da Burger King durante um intervalo da premiação, o qual foi exibido apenas nos Estados Unidos.
- ↑[a]  Ao vivo no palco Extended Play Stage.
- ↑[b]  Ao vivo no Brooklyn Bridge Park, em Nova Iorque, Estados Unidos.

- ↑[c]  Ao vivo no Liberty State Park, em Jersey City, Nova Jérsei, Estados Unidos.

## Vencedores e indicados
Os indicados foram anunciadas em 11 de agosto de 2021. O cantor canadense Justin Bieber foi o artista mais indicado, com sete indicações, seguido da rapper estadunidense Megan Thee Stallion, com seis. A votação para determinadas categorias começou no mesmo dia da revelação dos indicados, e ficou disponível no site do VMA até 3 de setembro. A votação para Artista Revelação continuou até durante a premiação. os indicados das categorias sociais, incluindo Melhor Grupo e Canção do Verão, foram anunciados posteriormente.
Os vencedores são listados primeiro e destacados em negrito.
| Vídeo do Ano (apresentado por David Lee Roth) | Canção do Ano (apresentado por Jennifer Lopez) |
| --- | --- |
| - Lil Nas X – "Montero (Call Me by Your Name)" - Doja Cat com part. de SZA – "Kiss Me More" - Cardi B com part. de Megan Thee Stallion – "WAP" - DJ Khaled com part. de Drake – "Popstar" (estrelando Justin Bieber) - Ed Sheeran – "Bad Habits" - the Weeknd – "Save Your Tears" | - Olivia Rodrigo – "Drivers License" - Dua Lipa – "Levitating" - Cardi B com part. de Megan Thee Stallion – "WAP" - 24kGoldn com part. de Iann Dior – "Mood" - BTS – "Dynamite" - Bruno Mars, Anderson .Paak e Silk Sonic – "Leave the Door Open" |
| Artista do Ano (apresentado por Conor McGregor) | Artista Revelação (apresentado por Doja Cat) |
| - Justin Bieber - Ariana Grande - Olivia Rodrigo - Taylor Swift - Doja Cat - Megan Thee Stallion | - Olivia Rodrigo - The Kid Laroi - 24kGoldn - Giveon - Polo G - Saweetie |
| Performance Push do Ano (apresentado por Jamila Mustafa durante o pré-show) | Melhor Colaboração (apresentado por Ashanti e Ja Rule) |
| - Olivia Rodrigo – "Drivers License" - Wallows – "Are You Bored Yet?" - Ashnikko – "Daisy" - Saint Jhn – "Gorgeous" - 24kGoldn – "Coco" - JC Stewart – "Break My Heart" - Latto – "Sex Lies" - Madison Beer – "Selfish" - The Kid Laroi – "Without You" - Girl in Red – "Serotonin" - Foushee – "My Slime" - Jxdn – "Think About Me" | - Doja Cat com part. de SZA – "Kiss Me More" - Justin Bieber com part. de Daniel Caesar e Giveon – "Peaches" - Drake com part. de Lil Durk – "Laugh Now Cry Later" - Miley Cyrus com part. de Dua Lipa – "Prisoner" - 24kGoldn com part. de Iann Dior – "Mood" - Cardi B com part. de Megan Thee Stallion – "WAP" |
| Melhor Vídeo de Pop (apresentado por Cyndi Lauper) | Melhor Vídeo de Hip Hop (apresentado por Wyclef Jean) |
| - Justin Bieber com part. de Daniel Caesar e Giveon – "Peaches" - Ariana Grande – "Positions" - Olivia Rodrigo – "Good 4 U" - Shawn Mendes – "Wonder" - BTS – "Butter" - Billie Eilish – "Therefore I Am" - Harry Styles – "Treat People with Kindness" - Taylor Swift – "Willow" | - Travis Scott com part. de Young Thug e M.I.A. – "Franchise" - Polo G – "Rapstar" - Cardi B com part. de Megan Thee Stallion – "WAP" - Lil Baby com part. de Megan Thee Stallion – "On Me" - Moneybagg Yo – "Said Sum" - Drake com part. de Lil Durk – "Laugh Now Cry Later" |
| Melhor Vídeo de R&B | Melhor Vídeo de K-Pop (apresentado por AJ McLean, Lance Bass e Nick Lachey) |
| - Silk Sonic, Bruno Mars e Anderson .Paak – "Leave the Door Open" - Beyoncé, Blue Ivy Carter, Saint Jhn e Wizkid – "Brown Skin Girl" - Chris Brown e Young Thug – "Go Crazy" - Giveon – "Heartbreak Anniversary" - H.E.R. com part. de Chris Brown – "Come Through" - SZA – "Good Days" | - BTS – "Butter" - Twice – "Alcohol-Free" - Blackpink e Selena Gomez – "Ice Cream" - (G)I-dle – "Dumdi Dumdi" - Seventeen – "Ready to Love" - Monsta X – "Gambler" |
| Melhor Vídeo Latino | Melhor Vídeo de Rock |
| - Billie Eilish e Rosalía – "Lo Vas a Olvidar" - Bad Bunny e Jhay Cortez – "Dakiti" - Black Eyed Peas e Shakira – "Girl like Me" - J Balvin, Dua Lipa, Bad Bunny and Tainy – "Un Dia (One Day)" - Karol G – "Bichota" - Maluma – "Hawái" | - John Mayer – "Last Train Home" - Evanescence – "Use My Voice" - Foo Fighters – "Shame Shame" - The Killers – "My Own Soul's Warning" - Kings of Leon – "The Bandit" - Lenny Kravitz – "Raise Vibration" |
| Melhor Vídeo de Música Alternativa (apresentado por Tommy Lee) | Vídeo pelo Bem (apresentado por Avril Lavigne) |
| - Machine Gun Kelly com part. de Blackbear – "My Ex's Best Friend" - Twenty One Pilots – "Shy Away" - Willow com part. de Travis Barker – "Transparent Soul" - Bleachers – "Stop Making This Hurt" - Glass Animals – "Heat Waves" - Imagine Dragons – "Follow You" | - Billie Eilish – "Your Power" - Demi Lovato – "Dancing with the Devil" - H.E.R. – "Fight for You" - Kane Brown – "Worldwide Beautiful" - Pharrell Williams com part. de Jay-Z – "Entrepreneur" - Lil Nas X – "Montero (Call Me by Your Name)" |
| Melhor Grupo (apresentado por Tinashe e Bretman Rock durante o pré-show) | Canção do Verão |
| - BTS - Blackpink - CNCO - Foo Fighters - Jonas Brothers - Maroon 5 - Silk Sonic - Twenty One Pilots | - BTS – "Butter" - Billie Eilish – "Happier Than Ever" - Camila Cabello – "Don't Go Yet" - DJ Khaled com part. de Lil Baby e Lil Durk – "Every Chance I Get" - Doja Cat – "Need to Know" - Dua Lipa – "Levitating " - Ed Sheeran – "Bad Habits" - Giveon – "Heartbreak Anniversary" - Justin Bieber com part. de Daniel Caesar & Giveon – "Peaches" - The Kid Laroi e Justin Bieber – "Stay" - Lil Nas X e Jack Harlow – "Industry Baby" - Lizzo com part. de Cardi B – "Rumors" - Megan Thee Stallion – "Thot Shit" - Normani com part. de Cardi B – "Wild Side" - Olivia Rodrigo – "Good 4 U" - Shawn Mendes e Tainy – "Summer of Love" |
| Melhor Direção | Melhor Direção de Arte |
| - Lil Nas X – "Montero (Call Me by Your Name)" (Direção: Lil Nas X e Tanu Muino) - Billie Eilish – "Your Power" (Direção: Billie Eilish) - DJ Khaled com part. de Drake – "Popstar" (estrelando Justin Bieber) (Direção: Julien Christian Lutz aka Director X) - Taylor Swift – "Willow" (Direção: Taylor Swift) - Travis Scott com part. de Young Thug e M.I.A. – "Franchise" (Direção: Travis Scott) - Tyler, The Creator – "Lumberjack " (Direção: Wolf Haley) | - Saweetie com part. de Doja Cat – "Best Friend" (Direção de Arte: Art Haynes) - Beyoncé, Shatta Wale e Major Lazer – "Already" (Direção de Arte: Susan Linns, Gerard Santos) - Ed Sheeran – "Bad Habits" (Direção de Arte: Alison Dominitz) - Lady Gaga – "911" (Direção de Arte: Tom Foden, Peter Andrus) - Lil Nas X – "Montero (Call Me by Your Name)" (Direção de Arte: John Richoux) - Taylor Swift – "Willow" (Direção de Arte: Ethan Tobman, Regina Fernandez) |
| Melhor Coreografia | Melhor Cinematografia |
| - Harry Styles – "Treat People with Kindness" (Coreografia: Paul Roberts) - Ariana Grande – "34+35" (Coreografia: Brian Nicholson & Scott Nicholson) - BTS – "Butter" (Coreografia: Son Sung com BHM Performance Directing Team) - Ed Sheeran – "Bad Habits" (Coreografia: Natricia Bernard) - Foo Fighters – "Shame Shame" (Coreografia: Nina McNeely) - Marshmello e Halsey – "Be Kind" (Coreografia: Dani Vitale)                                              | - Beyoncé, Blue Ivy Carter, Saint Jhn e Wizkid – "Brown Skin Girl" (Direção de Fotografia: Benoit Soler, Malik H. Sayeed, Mohammaed Atta Ahmed, Santiago Gonzalez, Ryan Helfant) - Billie Eilish – "Therefore I Am" (Direção de Fotografia: Rob Witt) - Foo Fighters – "Shame Shame" (Direção de Fotografia: Santiago Gonzalez) - Justin Bieber com part. de Chance the Rapper – "Holy" (Direção de Fotografia: Elias Talbot) - Lady Gaga – "911" (Direção de Fotografia: Jeff Cronenweth) - Lorde – "Solar Power" (Direção de Fotografia: Andrew Stroud) |
| Melhor Edição | Melhores Efeitos Visuais |
| - Silk Sonic, Bruno Mars e Anderson .Paak – "Leave the Door Open" (Edição: Troy Charbonnet) - BTS – "Butter" (Edição: Yong Seok Choi de Lumpens) - Drake – "What's Next" (Edição: Noah Kendal) - Harry Styles – "Treat People with Kindness" (Edição: Claudia Wass) - Justin Bieber com part. de Daniel Caesar e Giveon – "Peaches" (Edição: Mark Mayr, Vinnie Hobbs) - Miley Cyrus com part. de Dua Lipa – "Prisoner"                                            | - Lil Nas X – "Montero (Call Me by Your Name)" (Efeitos Visuais: Mathematic) - Bella Poarch – "Build a Bitch" (Efeitos Visuais: Andrew Donoho, Denhov Visuals, Denis Strahhov, Rein Jakobson, Vahur Kuusk, Tatjana Pavlik, Yekaterina Vetrova) - Coldplay – "Higher Power" (Efeitos Visuais: Mathematic) - Doja Cat & The Weeknd – "You Right" (Efeitos Visuais: La Pac, Anthony Lestremau, Julien Missaire, Petr Shkolniy, Alexi Bailla, Micha Sher, Antoine Hache, Mikros MPC, Nicolas Huget, Guillaume Ho Tsong Fang, Benjamin Lenfant, Stephane Pivron, MPC Bangalore, Chanakya Chander, Raju Ganesh, David Rouxel) - Glass Animals – "Tangerine" (Efeitos Visuais: Ronan Fourreau) - P!nk – "All I Know So Far" (Efeitos Visuais: BUF, VFX Supervisors: Dominique Vidal & Geoffrey Niquet, VFX Producers: Annabelle Zoellin & Camille Gibrat) |
| Prêmio Ícone Global (apresentado por Billie Eilish) | |
| Foo Fighters | |